# Cuby + Blizzards
Cuby + Blizzards, aussi connu sous le nom Cuby and the Blizzards, est un groupe néerlandais de blues rock, actif entre 1962 et 2011.

## Histoire

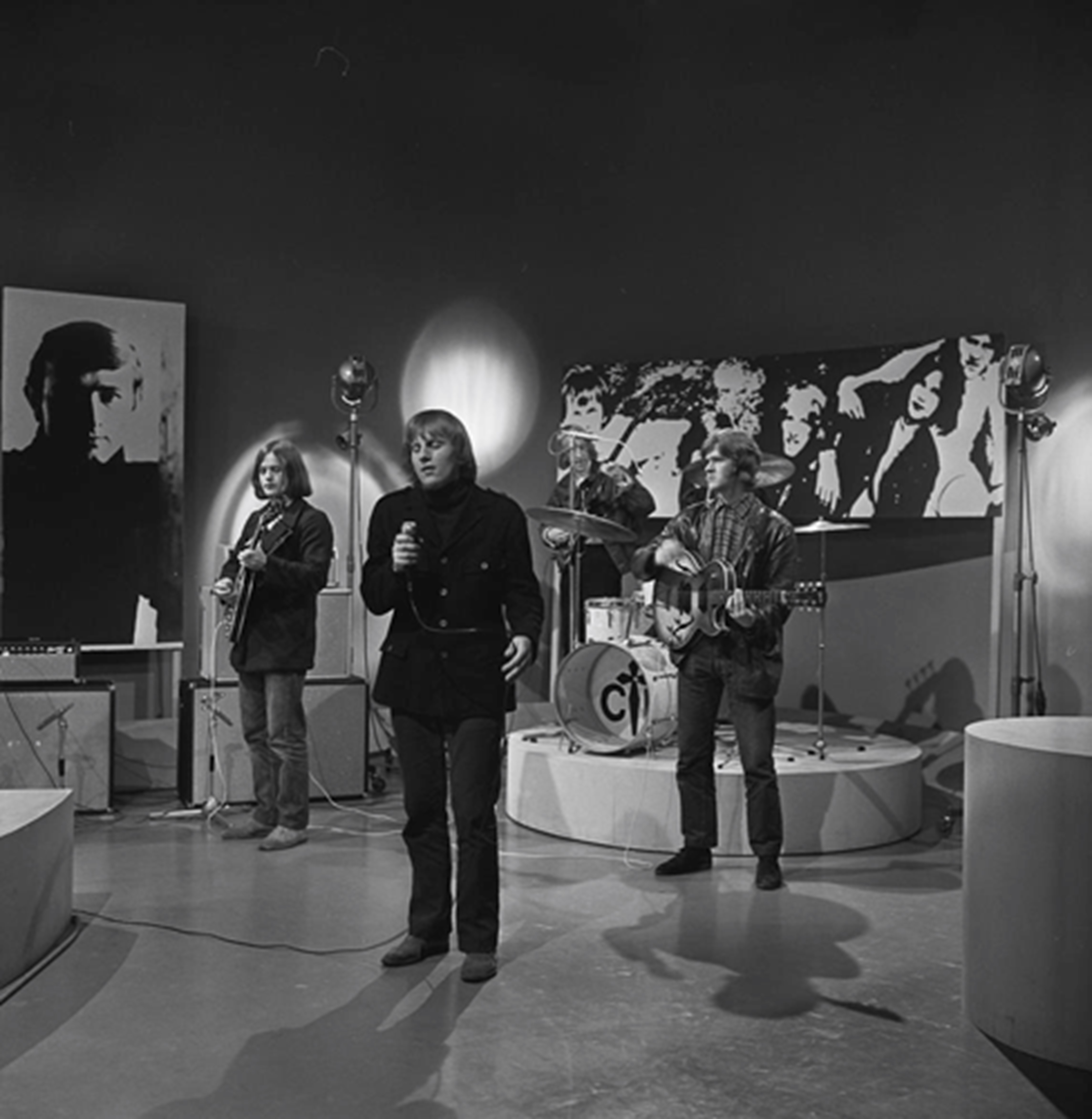
Cuby + Blizzards en 1966.

Cuby + Blizzards se forme dans le village de Grolloo, dans la Drenthe, avec les membres Harry Muskee (dont le chien s'appelait Cuby), Eelco Gelling, Nico Schröder et Hans Kinds. Le premier single du groupe, un titre basé sur le blues et présentant des similitudes avec la production de The Pretty Things, est Stumble and Fall en 1965. Ils obtiennent leur premier succès dans le top 40 avec Back Home aux Pays-Bas, en 1966. En 1967, ils tournent avec Van Morrison (qui quitte Them), enregistrent un album, Praise the Blues, avec le musicien américain de blues Eddie Boyd, et obtiennent un succès dans le top 10 avec Window of My Eyes. Cette année-là, John Mayall séjourne dans leur ferme et l'année suivante, ils jouent régulièrement avec le « roi du blues britannique » Alexis Korner, qui figure sur leur album Live in Düsseldorf (1968).
La composition du groupe change régulièrement, mais les fondateurs Harry Muskee et Eelco Gelling restent au cœur du groupe jusqu'en 1976. Herman Brood est le pianiste de début 1967 à mi-1969 (ce qui donne le coup d'envoi à sa carrière) et à nouveau en 1976. En 1976 également, Gelling quitte le groupe pour rejoindre Golden Earring. Muskee décide alors d'abandonner le nom de C+B et de former le Harry Muskee Band, qui enregistre un album avant que Muskee ne décide de quitter le monde de la musique. En 1980, il forme le Muskee Gang avec Herman Deinum (guitare basse) et Hans la Faille (batterie), qui avaient tous deux rejoint C+B en 1969, ainsi que le saxophoniste Rudy van Dijk, Paul Smeenk (guitare) et Jeff Reynolds (trompette).
Parmi les chansons les plus connues du groupe figurent Another Day, Another Road, Distant Smile, Window of My Eyes et Appleknockers Flophouse. 
Le groupe reçoit un prix Edison pour son premier album Desolation,. Le morceau Window of My Eyes (qui figure dans le Top 10 aux Pays-Bas en 1968) est utilisée dans le générique de fin du film The American (2010).

## Discographie
- 1966 : Desolation
- 1967 : Groeten Uit Grollo
- 1967 : Praise the Blues (avec Eddie Boyd)
- 1968 : Live! At the Rheinhalle Düsseldorf (avec Alexis Korner)
- 1968 : On the Road
- 1968 : Trippin' Thru' a Midnight Blues
- 1969 : Appleknockers Flophouse
- 1969 : Cuby's Blues
- 1969 : Too Blind to See
- 1970 : King of the World
- 1971 : Simple Man
- 1972 : Sometimes
- 1973 : Ballads
- 1974 : Attention!
- 1974 : Cuby's Blues (best-of)
- 1975 : Red White and Blue
- 1976 : Kid Blue
- 1977 : Old Times Good Times
- 1979 : Live' Featuring Herman Brood Live
- 1979 : The Forgotten Tapes
- 1981 : Live
- 1983 : Please, No Smoke (en soutien à Van Morrison)
- 2000 : Travelling with the Blues
- 2009 : Cats Lost